# Collège Calvin
El Collège Calvin o Instituto o Colegio Calvino de Ginebra es una institución de educación secundaria de la ciudad de Ginebra, en el cantón suizo del mismo nombre. El Collège Calvin fue fundado en 1559 por Juan Calvino y el gobierno del cantón con el nombre de Collège de Genève. Se erigió sobre un antiguo convento franciscano y un colegio creado en 1428. El edificio data de la época de su fundación y sigue en uso. 
Se trata de una de las primeras escuelas públicas, gratuitas y obligatorias fundadas en el mundo y que sigan en funcionamiento. La Reforma Protestante impuso en Ginebra la obligación y la gratuidad de la enseñanza en 1536, como se menciona en el Muro de los Reformadores de la ciudad de Ginebra. Recibió su nombre actual en 1969 en honor de Juan Calvino (Jean Calvin), fundador del Calvinismo. Está situado en el barrio de Rive, en la Calle Théodore-de-Bèze N° 2. El conjunto de edificios actual une a sus instalaciones originales, terminadas en 1561, con dos alas construidas en el siglo XIX y en 1987, respectivamente.

## Galería

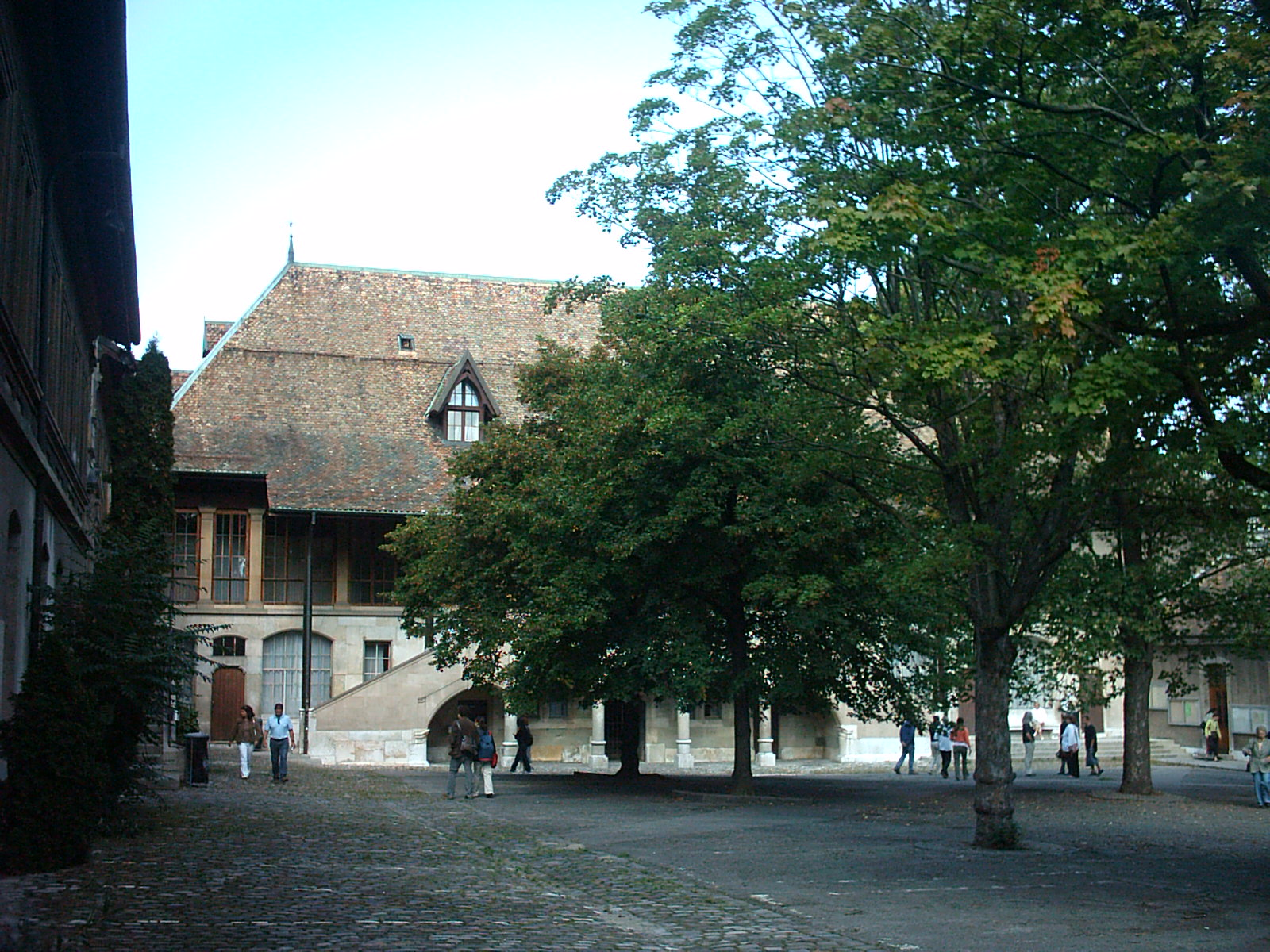
Patio del Collège Calvin
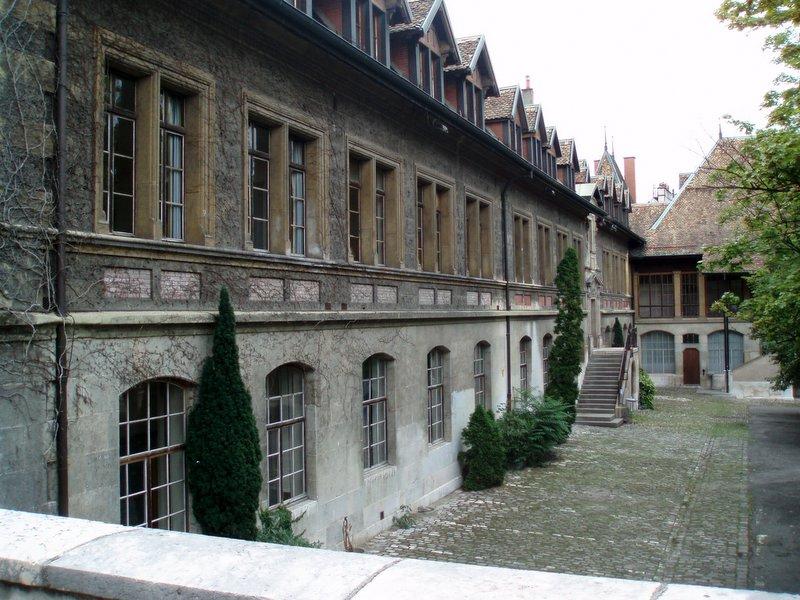
Ala sur del Collège Calvin
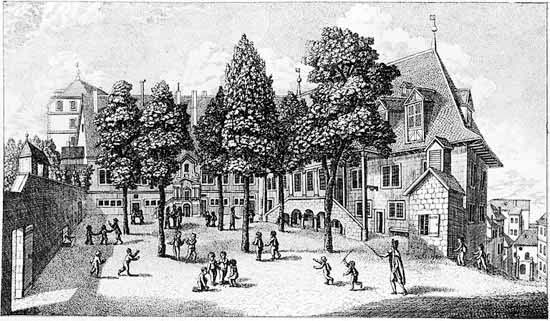
Grabado del siglo XIX del Collège Calvin